# Пюизьё-э-Кланльё
Пюизьё-э-Кланльё (фр. Puisieux-et-Clanlieu) — коммуна во Франции, находится в регионе Пикардия. Департамент коммуны — Эна. Входит в состав кантона Марль. Округ коммуны — Вервен.
Код INSEE коммуны — 02629.

## Население
Население коммуны на 2010 год составляло 296 человек.
| 1962 | 1968 | 1975 | 1982 | 1990 | 1999 | 2010 |
| ---- | ---- | ---- | ---- | ---- | ---- | ---- |
| 358  | 340  | 322  | 301  | 288  | 299  | 296  |

## Экономика
В 2010 году среди 177 человек трудоспособного возраста (15—64 лет) 123 были экономически активными, 54 — неактивными (показатель активности — 69,5 %, в 1999 году было 65,7 %). Из 123 активных жителей работали 109 человек (65 мужчин и 44 женщины), безработных было 14 (4 мужчины и 10 женщин). Среди 54 неактивных 11 человек были учениками или студентами, 17 — пенсионерами, 26 были неактивными по другим причинам.